# Ludwig Correggio

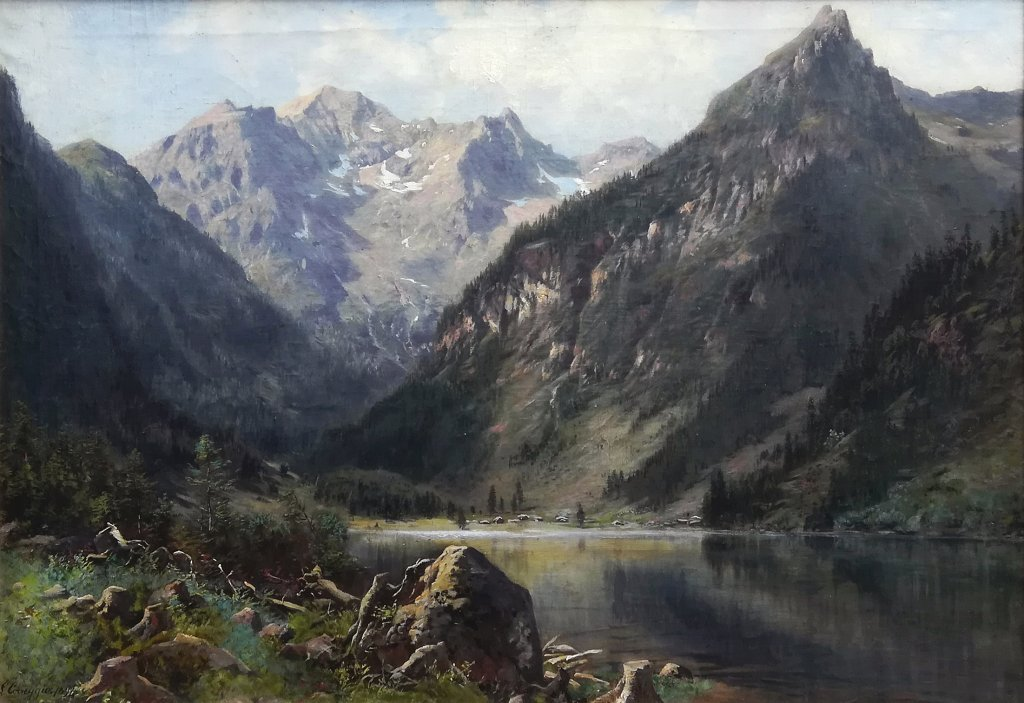
See in den Alpen

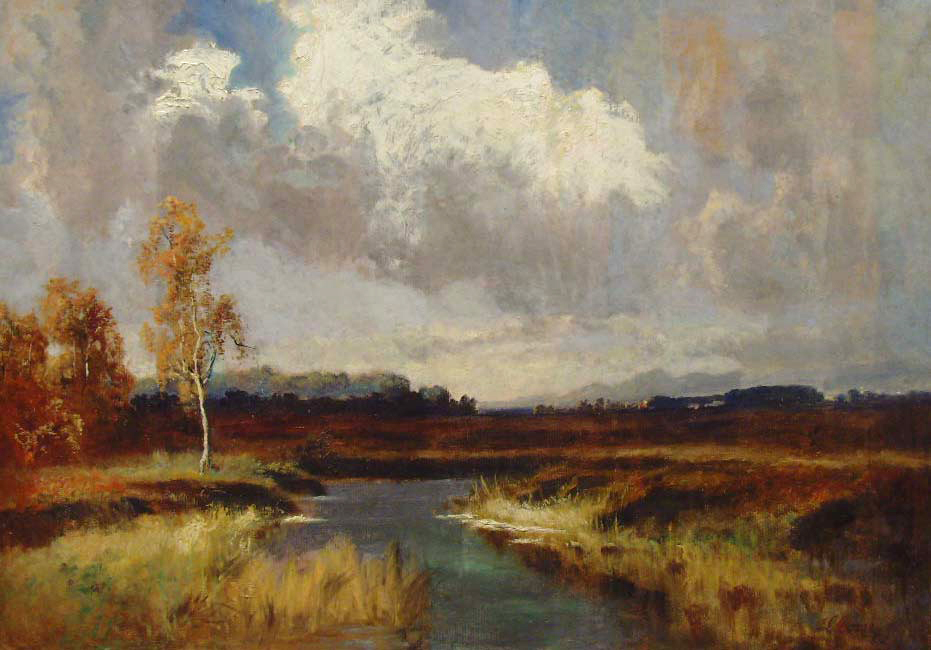
Heidelandschaft

Ludwig Correggio (* 15. Mai 1846 in München; † 1930 ebenda) war ein deutscher Landschaftsmaler.

## Leben
Er war der Sohn des Malers Josef Correggio (1810–1891) und älterer Bruder des Malers Max Correggio (1854–1908).
Nach einem Malunterricht bei seinem Vater studierte Correggio ab dem 21. Oktober 1861 an der Königlichen Akademie der Künste in München bei Hermann Anschütz. Nach dem Studium besuchte er Tirol, die Steiermark und Italien. Er war mit Wilhelm Leibl befreundet, von dem er ein Brustbild malte.
Correggio malte hauptsächlich Landschaftsbilder. 
Seine Grabstätte befindet sich auf dem Münchner Waldfriedhof.